# Passerelles des Gendarmes
 (juillet 2017).
Si vous disposez d'ouvrages ou d'articles de référence ou si vous connaissez des sites web de qualité traitant du thème abordé ici, merci de compléter l'article en donnant les références utiles à sa vérifiabilité et en les liant à la section « Notes et références ».
La Passerelle des gendarmes (1851-1909) était une des passerelles construites dans la commune de Rive-de-Gier, dans la Loire.
La passerelle a été utilisée de 1838 à 1909, elle débouchait près de la maison qu'occupaient les gendarmes. Elle reliait la rue Paluy (rue Richarme) au quartier des Verchères (rue Claude Drivon).
L'ouvrage a été commandité par la commune de Rive-de-Gier, et il a coûté 2 000 francs.

## Histoire
Cette passerelle comme le pont Voltaire était située sur un secteur où les établissements industriels étaient nombreux et importants, tels, sur la rive droite, la verrerie Richarme et sur la rive gauche, les Marrel, Lacombe et autres. Ouvriers et marchandises devaient parcourir en double les mêmes distances, de chaque côté de la rivière.
Par lettre du 28 juin 1838, les Frères Richarme demandent au maire l'autorisation de construire une passerelle en bois de 2 mètres de large, supportée par 2 pilotis ; établie en oblique, elle relierait la rue d'Egarande (qui, avec la rue Palluy, prendra le nom de Pétrus Richarme en 1892) à la berge du canal et serait « destinée à faciliter les transports pour l'embarquement des marchandises qui leur sont nécessaires ». Les conseillers n'acceptent pas cette construction la jugeant peu solide et ils exigent que les Richarme démolissent une passerelle édifiée sans autorisation. En 1845, ils récidivent et construisent une seconde passerelle, toujours sans autorisation et toujours aussi peu solide.
Puisque cela se situe dans un des quartiers de la ville des plus industrialisés, la Municipalité se décide, en 1851, à édifier une passerelle depuis la propriété Valuy (rive droite)  jusqu'à la maison Bayon (gendarmerie) sur la rive gauche là où le canal se glisse sous la route Impériale (à l'époque), la N 88 allant de Lyon à Toulouse. L’entrepreneur est le sieur Magnant.
Six mois après son achèvement, la crue du 18 juin 1852 fait se déverser la pile gauche qui entraîne dans sa chute les 2 travées qu'elle supportait. Après des mois de réticence de l’entrepreneur et la Municipalité ayant pris à sa charge la réfection, la passerelle reprend du service en 1854.
Mais le temps s'acharne sur cet ouvrage ; en 1892 une partie du tablier, côté sud s'écroule et il est refait par MM. Mallen maîtres charpentiers. Les crues ne sont pas les seules à l'endommager : « un certain nombre de plateaux ayant été arrachés et démontés par des inconnus, nous avons dû, pour éviter les accidents possibles interdire l'accès de cette passerelle par des barrières en fil de fer placées à chaque extrémité » (Conseil municipal du 21 octobre 1909)
Une pétition comportant 41 signatures du 24 octobre 1909 essaye de sauver cette construction mais depuis l'édification du pont de l'Industrie en 1903, son utilité n'est plus aussi importante et ses tenant et aboutissant sont jugés peu praticables.
Sa démolition est décidée par arrêté préfectoral du 10 novembre 1909 et les piles subsisteront encore longtemps, seules dans le lit du Gier, rappelant qu'elles avaient facilité un peu la vie de nombreux travailleurs en raccourcissant considérablement le temps de leurs trajets entre leurs domiciles et leurs usines.

## Description

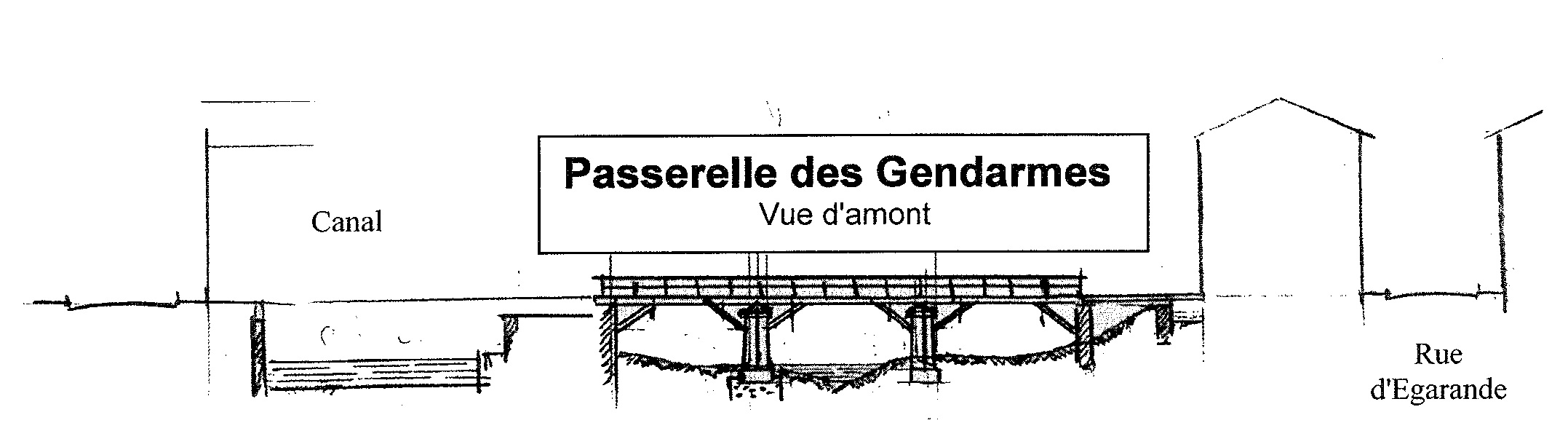
Croquis de la passerelle des Gendarmes par Jean Thonnérieux

La culée établie sur la rive gauche a une rampe pour descendre au bord du Gier ; les avant-becs des piles sont en pierre de taille de forme triangulaire et les corps de piles et la culées sont « en maçonnerie smillée, faites de bonnes pierres piquées (dégrossies à la smille, marteau à bouts pointus), posées sur un lit de mortier .» Les 2 longrines (pièces de charpente servant à en relier d'autres) et les jambettes (pièces de bois verticales soutenant une partie de la charpente) sont en chêne mais le platelage est en bois de sapin.
Une longueur total de 30 mètres (3 travées de 9 mètres; piles de 1.30 mètre de large) pour une largeur de 2 mètres avec une hauteur maximum du tablier de 5.50 mètres.